# Erora carla
Erora carla is een vlinder uit de familie van de Lycaenidae. De wetenschappelijke naam van de soort werd als Thecla carla in 1902 gepubliceerd door Schaus.

## Synoniemen
- Thecla smaragdus Druce, 1907
- Thecla vevenae Dyar, 1918